# Jaxartosaurus
A Jaxartosaurus a hüllők (Reptilia) osztályának dinoszauruszok csoportjába, ezen belül a madármedencéjűek (Ornithischia) rendjébe, az (Ornithopoda) alrendjébe és a Hadrosauridae családjába tartozó nem.

## Tudnivalók
A Jaxartosaurus a Hadrosauridae család egyik neme volt, amely nagyon hasonlított a Corythosaurusra. Az állat a késő kréta korszakban élt, Kazahsztán és Kína területén. A fején nagy, sisakszerű taréjt viselt, amely az egyedek megkülönböztetésére használt, vagy felerősítette az állat által kiadott hangokat.
A típusfajt, Jaxartosaurus aralensist, először Riabinin írta le, 1937-ben. Egy másik fajt is leírt Weishampel és Horner, Jaxartosaurus fuyunensis névvel, 1990-ben, de ennek létezése kétséges.